# Biserica Sfântul Toma din Leipzig
Biserica Sfântul Toma din Leipzig este un lăcaș evanghelic de cult, cunoscut mai ales datorită faptului că Johann Sebastian Bach a fost cantorul bisericii începând cu anul 1723. 

## Istoric
Lăcașul a fost ctitorit în anul 1212 de margraful Dietrich de Meissen ca biserică a mănăstirii augustinilor. Mănăstirea și biserica mănăstirii au fost secularizate în 1541, în contextul Reformei Protestante. Consiliul orășenesc din Leipzig a cumpărat de la curtea saxonă biserica și fosta mănăstire, pe aceasta din urmă demolând-o pentru a câștiga teren intravilan.